# Шавич, Владимир
Владимир Шавич (первоначально Владимир Моисеевич Шаевич, англ. Vladimir Shavitch; 20 июля 1888, Минск, Российская империя — 26 декабря 1947, Палм-Бич, Флорида, США) — американский дирижёр и пианист.

## Биография
Эмигрировал в Америку в четырёхлетнем возрасте в 1892 году с родителями — Моисеем (в эмиграции Моррисом) Шаевичем (1868—1921) и Ольгой Орман (1865—1919). Начал выступать как ребёнок-вундеркинд в возрасте шести лет. Дальнейшее музыкальное образование получил в Берлине у Ф. Бузони, одновременно выступал как пианист.
В 1915 году в Нью-Йорке женился на пианистке Тине Лернер (с которой вместе учился в Берлине) и был её музыкальным менеджером в период пика её сольной карьеры, затем выступал с ней в дуэте. Также выступал с сольными концертами и с оркестром, и в составе трио. С 1922 года выступал в качестве дирижёра, сначала с Рочестерским филармоническим оркестром. На протяжении ряда лет возглавлял Сиракьюзский симфонический оркестр. В 1928 году выступал в СССР, в том числе в мае в Большом зале Ленинградской филармонии (где прошла премьера сюиты из балета Сергея Прокофьева «Стальной скок»). 
В конце 1930-х годов организовал выступления оперных певцов в сопровождении фонограмм хора и симфонического оркестра — музыкальное новшество, именуемое им «синхро-опера» (Synchro-Opera). Это нововведение позволяло проводить оперные представления в населённых пунктах без собственных симфонических оркестров и сцен. Так, в газете «Вечерняя Москва» от 11 июня 1937 года был помещён следующий анонс: Первый кинотеатр, улица Воровского, 31. На-днях впервые в СССР на вечерних сеансах в зрительном зале синхро-опера «Фауст», музыка Гуно (сцена в тюрьме). Сцену ведёт дирижёр В. Шавич (Нью-Йорк).
Осуществил ряд записей для фирмы Victor.
Последние годы жизни провёл в Аштабуле (штат Огайо). Умер 26 декабря 1947 года в Палм-Бич. Похоронен 28 января 1948 года на Монументальном кладбище Misericordia Antella во Флоренции.

## Галерея
- Фотопортрет Владимира Шавича
- Владимир Шавич, Тина Лернер и Эдуардо Фабини (1922)